# Portal 2
Портал 2 је платформска логичка игрица из првог лица, коју је развила Корпорација Валв . Објављена је у Априлу 2011. године за Windows ,Mac OS  ,Линукс , PlayStation 3 , и Xbox 360. Дигитална PC верзија је дистрибуирана онлајн од стране Валвеовог Стим сервиса, док су сва малопродајна издања дистрибуирала Електроник артс.
Као и код оригиналног Портал-а (2007. године) , играч решава слагалице помоћу портала и телепортовањем кроз њих. Портал 2 додаје карактеристике као што су тракторске греде, ласери, светлносни мостови и боје налик геловима које мењају кретање играча или омогућавају постављање портала на било коју површину. У кампањи за једног играча, играчи контролишу Чел (Chell), која управља срушеним Aperture Science Enrichment Center у току њене реконструкције од суперкомпјутера ГЛаДОС (Елен Маклајн);Нови ликови укључују робота Витлија(Стивен Мерчант) и оснивача Апертура ,Кејв Џонсон(Џеј Кеј Симонс). У новом кооперативном моду, играчи решавају слагалице заједно као робот Атлас и Пи-Боди (чије гласове је позајмио Брадли Бејкер). Џонатан Колтон и The National су израдили песму за игрицу.

## Игра
Портал 2 је логичка игрица из перспективе првог лица. Играч преузима улогу Чел у кампањи за једног играча, као и један од два робота –Атлас и Пи-Боди у кооперативној кампањи, или као и једноставна хуманоид икона у слагалици развијена у заједници. Ова четири карактера могу да истражују и делују на околину. Карактери могу издржати ограничена оштећења, али ће умрети након задобијене повреде. Нема казне за пад на чврсту површину, али падањем у јаму без тла или у токсичне базене могу да убију карактера сместа. Када Чел умре у игри, игрица се поново покреће са недавне контролне тачке; у кооперативној игри, робот се убрзо након тога поново појављује без поновног ресетовања слагалице. Циљ обе кампање је да се истраже лабораторије Aperture науке-компликовани ,механички лавиринт. Док се већина игре одвија у модуларним тест коморама са јасно дефинисаним улазима и излазима, други делови се дешавају у областима иза сцене где је циљ мање јасан.
Почетни нивои водича, воде играча кроз опште контроле кретања и илуструју како да се интерактују са окружењем. Играч мора решити загонетке користећи "портал пушка" или "ручно портални уређај Aperture науке", који може створити два портала који повезују две мат беле, континуиране и равне површине које су удаљене. Ликови могу користити ове портале да би се кретали између соба или да "преносе" објекте или себе преко даљине. Облици постављених портала видљиви су кроз зидове и друге препреке ради лакшег лоцирања.
Елементи игре укључују Топлотне Обесхрабрујуће снопове(ласере),Излетску Путању(тракторске снопове-tractor beams) и тврдо-светлеће мостове, који се могу преносити преко портала. Aerial Faith Plates лансирају играча или објекат кроз ваздух и понекад у портал. Играч мора да онеспособи „торњеве“(Turrets) или да избегне њихову линију видљивости. The Weighted Storage Cube је редизајнирана, а постоје и нови типови : коцке за преусмјеравање, које имају призматична сочива које преусмјеравају ласерске зраке, безивичне сигурносне коцке, античку верзију коцке за складиштење која се користи у подземним нивоима, и коцкасту –куполу(turret) хибрид креирану од стране Витлија након преузимања контроле над Апертуре. The heart-decorated Weighted Companion Cube се ретко појављује. Ране демонстрације су укључивале Pneumatic Diversity Vents , приказане за транспорт објеката и пренос снаге усисавања кроз портале, али се оне не појављују у финалној игри. Ране демонстрације су укључивале Pneumatic Diversity Vents , приказане за транспорт објеката и пренос снаге усисавања кроз портале, али се оне не појављују у финалној игри. Сви ови елементи игре отварају закључана врата, или помажу или спутавају карактера да дође до излаза.
Гелови налик на боје (који се испуштају из цеви и могу се транспортовати кроз портале) дају одређене особине површинама или предметима обложеним њима. Играч може да користи наранџасто погонски гел да би прешао површину много брже, и плави одскочни гел да би одскакао од подлоге, и бело конверзујући гел који омогућава подлози да прихвати портале. Само један тип гела може да утиче на одређену површину у исто време. Неке површине, као што су решетке, не могу бити обложене гелом. Вода може блокирати или испрати гелове, вратити површину или објект у нормално стање. Два играча могу користити исту конзолу са подељеним екраном, или могу користити засебни рачунар или конзолу; Корисници Microsoft Windows-а, Mac OS, и PlayStation 3 могу да играју међусобно без обзира на платформу. Оба играчка карактера су роботи који контролишу одвојене портал пушке и могу користити портале других карактера. Портали сваког играча су различитих шема боја, од којих је једна плава и љубичаста, а друга је наранџаста и црвена. Калибрациона комора раздваја карактере да би научио играче да користе комуникационе алате и портале. Већина каснијих комора је мање структурирана и захтева од играча да користе оба скупа портала за преусмеравање, лансирање и друге маневре. Игра пружа гласовну комуникацију између играча, а онлајн играчи могу привремено ући у приказ подељеног екрана како би помогли у акцији координација. Играчи могу да пингују да би привукли пажњу другог играча на зидове и објекте, да започну одбројавање времена за синхронизовану акцију и да изведу заједничке покрете као што су махање или грљење. Игра прати које коморе је сваки играч завршио и дозвољава играчима да понове коморе које су завршили са новим партнерима. Ерик Волпов, водећи писац Портала 2, процењује да ће свака кампања трајати око шест сати. Портал 2 садржи коментаре у игри од програмера игрице, писаца и уметника. Коментари, појављује се на иконама чворова разбацаним по коморама. Према Валвеу, свака појединачна и кооперативна кампања је 2 до 2,5 пута дужа од кампање У Порталу, са укупном игром пет пута дуже.

## Заплет

### Прича
Портал серијал је повезан са Half-Life серијалом. Догађаји у Порталу се одвијају између прве и друге Half-Life игрице, где је већина Портала 2 смештено дуго након догађаја у Порталу и Half-Life 2 .
Пре Портала, Aperture Science је спроводио експерименте да би утврдио да ли људи могу безбедно да се крећу кроз опасне тест коморе , све док вештачка интелигенција ГЛаДОС, која управља лабораторијом, није убила своје запослене. На крају прве игрице, протагониста Чел уништава ГЛаДОС и моментално бежи из просторије, али је одвучена назад од стране непознате фигуре коју је касније писац Ерик Волпов индентификовао као "Party Escort Bot".Промотивни стрип приказује отуђеног запосленика у Aperture Science,Доуџ Ретмена(Doug Rattmann), који је користио графите да би руководио играчем у Портал-у, стављајући Чел у суспендовану анимацију да би јој спасио живот, све до почетка Портала 2.

### Кампања појединог играча
У комплексу Aperture Science-а ,Чел се буди у комори за замрзавање налик мотелској соби. Комплекс је постао оронуо и на ивици колапса. Витли(Стивен Мерчант ), језгро личности, води је кроз старе тест коморе у покушају да побегну. Они случајно реактивирају успавану ГЛаДОС(Елен Маклајн), која раздваја Чел од Витлија и започиње обнову лабораторије.
ГЛаДОС води Чел кроз нове тестове све док јој Витли не помогне да поново побегне. Они сабортирају Aperture manufacturing plants , затим се суочавају са ГЛаДОС и обављају "размену језгра" , замењивајући је са Витлијем као контролером лабораторије. Витли, полудевши од моћи, закачиње ГЛаДОС-ино језгро личности за кромпир батерију. ГЛаДОС затим говори Чел да је Витли дизајниран као "језгро интелигентног пригушења" које производи нелогичне мисли, створене да ометају њену личност. Веома узрујан, Витли баца Чел и ГЛаДОС кроз вратило лифта до најнижих нивоа лабораторија.
Чел враћа ГЛаДОС и они формирају невољно партнерство да би зауставили Витлија пре него што његова неспособност уништи комплекс. Уздижући се кроз лабораторије изграђене 1960-их, 70-их и 80-их година, откривају аудио снимке оснивача Аperture-a, Кејв Џонсона (Џеј Кеј Симонс);снимци откривају како је Aperture полако губио новац и престиж, и да је Џонсон отрован месечевом прашином која је коришћена за производњу портал-водљивих површина. Његов последњи захтев је био да се ум његовог асистента Каролине (Маклајн) трансферује на напредни компјутер дизајниран за чување људске свести, које је претходно наручио за себе, стварајући ГЛаДОС. ГЛаДОС је узнемирена овим открићем.
Чел и ГЛаДОС се враћају у модерне коморе и прелазе на Витлијеве тест коморе . Чел закачиње три корумпирана језгра личности (Нолан Норт) за Витлија и припрема да врати ГЛаДОС као контролера. Међутим, Витли уништава дугме намењено за активирање трансфера, и објекат започиње самоуништење. Када се кров срушио , Чел поставља портал на месец. Она и Витли су заједно усисани у свемир док ГЛаДОС преузима своју контролу. ГЛаДОС враћа Чел и оставља Витлија у свемиру . Када се Чел пробудила , ГЛаДОС тврди да је научила "важну лекцију " о човенчанству од остатака Каролине, али је избрисала Каролинину личност. Одлучивши да Чел није вредна труду убијања , ГЛаДОС је пушта.

### Кооперативна кампања
Кооперативна прича заузима место након кампање појединог играча и има неке повезаности, али играчи нису у овабези да их играју по редоследу. Играчки карактери ,Атлас и Пи-Боди су двопедални роботи који се крећу кроз пет комплета тест комора заједно, сваки са потпуно функционалним порталним пиштољем. После решавања тест коморе , роботи су растављени и опет склопљени у следећој комори. По завшетку сваког сета комора, враћају се у централно средиште . Загонетке у сваком сету комора фокусирају се на одређени елемент тестирања или на технику решавања загонетки. У прва четири сета, ГЛаДОС припрема роботе на опасни подухват ван тест система у Aperture лабораторијама да би опоравили податке са диска. Она их затим уништи и њихову меморију враћа у нова тела- што се такође дешава када умру у опасности тест комора. На почетку , ГЛаДОС је узбуђена у вези њених не људских тест субјеката, али касније постаје незадовољан јер два робота не могу истински да умру, у неком тренутку се осећа и непријатно због њиховог блиског партнерства. На крају приче, роботи улазе у "свод", где су смештени људи налазе у стази. ГЛаДОС захваљује роботима на проналажењу људи, које види као нове испитанике, и игра се завршава.

## Развој
Након успеха Портала, Валв је одлучио да Портал 2 постане самосталан производ, делом због притиска других девелопера унутар Валвеа који су хтели да раде на Порталу. Рад је почео готово одмах након објављивања Портала. Валв је посветио више ресурса развоју портала 2 него што је то био случај за прву игрицу, Портал је имао тим од седам или осам људи, али Портал 2 је имао тим од 30 или 40 људи. Почетни тим од четворо је проширен као подгрупе формиране да осмисле механику игре и да исцртају причу. Учесници у процесу интерне ревизије били су инспирисани оним што су видели да би се придружили пројекту. Према Ерику Волпов, неки Портал 2 програмери су радили на Left 4 Dead игрици како би помогли испуњавању прекретница, али су се вратили Порталу 2 "са додатним људима" . Ким Свифт, дизајнерка Портала, је напустила Валв за Airtight Games на пола пута кроз развој Портала 2.
Менаџер пројекта Ерик Џонсон је рекао да Валвов циљ за Портал 2 да нађу начин како да "изненади " играче, које је сматрао "прилично застрашујућом" перспективом. У Марту 2011. године, месец дана пре објављивања игрице, Валвеов предсједник Гејб Њуел, је назвао Портал 2 " најбољом игром коју смо икада направили " . После објављивања Портала 2 , Џеф Китли је написао да ће, према Њуелу ,"Портал 2 бити вероватно Валвеова последња игра са изолованим искуством једног играча. " Китл је касније изјавио да употреба речи "вероватно" сугерише да би "ово могло да се промени " . Њуел је изјавио да Валв није"одустао од једног играча", али намерава да укључи више друштвених функција на самом искуству једног играча, слично кооперативном режиму у Порталу 2.

### Дизајн
У почетку , Валв је планирао да одстрани портале из Портал 2 . За пет месеци, они су се фокусирали на механику игре звану "Ф-Стоп " ; Валв није дискутовао о специфичностима те идеје јер је могу користити у будућности. Иако су тест играчи волели Ф-Стоп, изразили су разочарање због недостатка портала. Пратећи извештај из Котaку o елементима заплета који су процурили ,[потребно разјашњење]Њуел је упутио тим да поново размотре .
Валв није имао за циљ да учини Портал 2 тежим од Портала, већ да произведе " игрицу где размишљањем налазиш пут кроз одређене делове нивоа, и осећаш се јако паметно кад их решиш". Да би омогућио играчима да постепено уче правила игре, Валве је дизајнирао два основна типа тест коморе: један, који је Валве назвао "контролним листама", обезбеђује безбедно окружење за играча да експериментише са новим концептом, док други комбинује елементе на нове начине да би присилио играча да размишља.
Тест коморе су почеле као изометријски цртежи на белој табли. Програмери су покренули проверу разума пре него што су направили једноставне нивое са Чекић едитором(Hammer Editor), Валвеовим алатаом за конструкцију нивоа. Итеративно тестирање је осигурало да решења нису била превише очигледна нити сувише тешка; играчи би понекад открили алтернативна решења, која је екипа уклањала ако би била превише лака.
Валв је циљао да поучи нове играче механиком портала док је још забављао искусне играче. У том циљу, поједноставили су неке елементе; на пример, покретне енергетске кугле Портала замењене су ласерима, који пружају тренутну повратну информацију. Да би изазвао осећај носталгије и времена које је прошло између игара, Валв је укључио тест коморе из оригиналног Портала; користили су текстуре виших резолуција која подржава нови енџин за игру, и примењивали ефекте пропадања, колапса и прекомерног раста.
Средња област кампање за једног играча се одвија у великим просторијама где се може поставити само пар портала, што присиљава играча да нађе креативне начине за пролазак . Архитектура у овим областима је инспирисана фотографијама индустријских комлекса као што су ЦЕРН(Европска организација за нуклеарно истраживање), НАСА, и напуштени совјетски свемирски програм. Када Витли контролише Aperture објектом, дизајнери су "имали експлозију" стварајући поремећене коморе које су одразивале Витлијеву глупост. Како би решавање сталних слагалица умарало играче, дизајнери су додавали повремена "искуства" како би обезбедили предах и унапредили заплет.
Гел за одбацивање(скакање) и погонски(трчање) су настали у Таг: Моћ Боја. Валве је ангажовао креаторе Тагова да даље развијају идеју и касније су одлучили да је укључе у Портал 2. Новинари су повезали Таг са Narbacular Drop,[kako?] the DigiPen студентским пројектом који је постао Портал. Као трећи Таг гел, који омогућава карактерима да хода по било каквој површини без обзира на гравитацију, је дао тест играчима болест кретања, био је замењен гелом за конверзију, који се интегрише са механиком портала. Гелови дају играчима већу контролу над окружењем, што је повећао изазов код дизајнера слагалице. Гелови се приказују рутинама течне динамике посебно развијене у Валву од стране бившег Таг тима. Техника рендеровања развијена за Left 4 Dead 2 су коришћење за приказивање базена течности; Портал 2 комбинује"текуће" површинске мапе како би опонашао кретање воде са мапама "дебрисоног тока" и несумичним шумом да би се креирао реалистични водени ефекат, рендерован у правом времену.

### Кооперативни режим
Кооперативни режим је настао од захтева играча и од анегдота играча који би радили заједно на једном рачунару или конзоли како би решили игре са загонеткама. Волпов је ово упоредио са играчима који су заједно радили на истом компјутеру како би решили авантуристичке игре типа покажи и кликни.
Кооперативна кампања је такође инспирисана Валвеовим Left 4 Dead кооперативним играма, у којима су играчи уживали разговарајући о својим личним искуствима са игром када би је завршили. Иако је кампања једног играча у Порталу 2 дизајнирана да избегне фрустaцију играча, кооперативни нивои се фокусирају на координацију и комуникацију, и Валв схвата да су много тежи него загонетке за једног играча. Валв није укључио темпиране загонетке у кампањи за једног играча у Порталу и Портал 2, али је утврдио да је њихово укључивање у кооперативни режим ефективан и даје играчима позитиван осјећај након што успешно планирају и извршавају тешке маневре. Свака комора са слагалицом у кооперативном режиму захтева чеитири портала како би се избегло решавање слагалице акцијом једног играча. Чим би један тест играч открио начин да реши слагалицу са једним сетом портала, ниво би се вратио код дизајнера на даљи рад. Осим у неколико случајева, Валв је дизајнирао просторије како би оба играча остала на видику једни другима како би унапредили комуникацију и сарадњу. Неке од слагалица су дизајниране асиметрично; један играч би манипулисао порталима и контролама како би омогућио другом играчу да пређе собу, наглашавајући да су та два карактера, док раде заједно, одвојени ентитети. Дизајнери су у међувремену схватили да означавање површине са инструкторским иконама за једног партнера била неопходан елемент, будући да су сматрали да је то ефикасније за сарадњу него једноставнија, вербална инструкција.
Валве се сматра компетитивним режимом. Према Волпов, режим је био сличан видеоигри Брзалопта(Speedball); један тим би покушао да пренесе лопту са једне стране игралишта на другу користећи портале, док би други тим покушавао да их спречи својим коришћењем портала. Утакмице би почеле са овим циљем на уму, али би брзо настао хаос . Валв је схватио да су људи уживали више у решавању слагалица са порталима, стога су се фокусирали на кооперативан режим.

### Писање
Волпов и бивши National Lampoon писац, Џеј Пинкертон, су написали причу за једног играча, док је писац Left 4 Dead-а ,Чет Фалишек написао ГЛаДОСин текст за кооперативну кампању. Игрица има 13.000 текст дијалога. Писци су сматрали да је потребно створити већу причу за самостални наслов и желели су да се игра "осећа релативно интимно", избегавали су додавање превише нових ликова. Размишљали су о проширењу "стерилности и сувоће" Портала и додавању комедије у сценарио. Волпов је рекао да, иако се неки програмери крећу ка уметничким играма, нико није направио комичну видео игру. Развој приче је био уско координиран са развојем и тестирањем игре . Развојни инжењери су првобитно замислили преднаставак постављен 1950-их, много пре него што је ГЛаДОС преузела Aperture Science постројење, са догађајима покренутим када је главни извршни директор Аpertur-a Кејв Џонсон стављен у рачунар, само да би схватио да је то грешка. Џонсон би водио војску робота, која би се борили против играча да би подигли моћ заједно са Аperture.У јуну 2008. године, на основу информација са веб сајта везан за позиве за кастинг и узорака који су процурили, Котаку је известио да Валв тражи гласовне глумце да глуме Џонсона, назвали су га као АИ и идентификовали игру као преднаставак. Валве је приписао то цурење "претјераном агенту". Након негативних повратних информација о изостављању Чел и ГЛаДОС, Портал 2 је поново замишљен као наставак. Тим се вратио на идеју да истражи делове објекта из раних дана Аpertur-а, и поново укључи Џонсона кроз серију снимака.
Писци су првобитно замислили неколико превремених шала завршетка игре ако би играч извео одређене радње, али су они захтевали превише развојних напора за мало надокнаде и били су отписани. Један од тих завраних шала изазван је пуцањем портала на површину Месеца, након чега би карактер играча умро од гушења над завршном песмом, али идеја о креирању портала на Месецу била је укључена у коначан крај игре.
Писци су планирали да Чел каже једну реч у току завршетка, али то се није сматрало довољно смешним. У раној верзији сценарија, Чел проналази изгубљено "племе" купола(turrets) које траже свог вођу, огромног "животињског краља"куполу(turrets) , који се може видети у видео играма малопродајног производа. Као награда, животињски краљ би оженио Чел са куполом, која би пратила Чел у игри без видљивог покрета. Планирано је да ова кооперативна кампања садржи детаљнију причу у којој би ГЛаДОС послала два робота да открију људске артефакте, као што је стрип заснован на мешавини Гарфилда. Писци су се надали да ће користити ову идеју да би направили роботе налик људима створене за тестирање, али су препознали да за разлику од заробљене публике кампање са једним играчем, два играча у кооперативном моду могу једноставно разговарати о причи, и тако је прича била кондензована у веома основне елементе. Волпов је рекао да иако су многи елементи приче о Порталу поново у Порталу 2, он је избегао неке од мемова - као што је често понављана "торта је лаж". Рекао је: "Ако сте мислили да вам је мука од мемова, мени је било мука пре вас.". Волпова "није могао одолети да стави само једну" шалу са тортом. Писци нису покушали да предвиде или напишу нове мемове, и Волпов је рекао , "не можеш стварно планирати [дијалог да постане мем] јер ако то урадиш вероватно ће изгледати чудно и присилно" .Портал 2 је произвео свој мем, укључујући и језгро личности опседнуте свемиром. Валв је је касније креирао модификацију свемирског језгре за игру Елдер Скролс V: Скајрим (види доле), а Свемирско језгро се појавио и као ласерска гравура на плочи произведеној од стране НАСА за Међународну свемирску станицу. Писци су видели Аperture Science као карактера. Приказан је као "живо, дишуће место" и "научна компанија која је полудела од науке." У Лаб рат стрипу, објекат је описан као "лепо и ужасно" место, метастазирани амалгам додатака, допуне и издвајања. " Изградња сама од себе".Ричард Макормик из PlayStation 3 магазина идентификовао је неколико елемената приче Портала 2 који се односе на мит о Прометеју; Макормик је написао да је ГЛаДОС персонификација Прометеја, кој даје знање човечанству - у облику портал пушке - и онда је кажњавају везивањем за стену, коју кљуцају птице, и бацају је у јаму Тартар. Макормик такође упоређује Витлија са Прометеусовим будаластим братом Епиметеј . У оквиру игре, стражарско оружје упућује на мит о Прометеју, реч "Тартарус" је видљив на потпорним ступовима у дубинама Aperture Science, а портрет Кејва и Каролине такође показује Есхила, претпостављеног аутора везаног за Прометеја. Новинари и играчи су такође пронашли повезаности између Портала 2 и Халф-Лајф 2. У кросоверу, у Порталу 2 , експеримент је случајно телепортовао теретни брод Аperture Science-a ,Бореалис, у позицију у којој је откривен на крају Халф-Лајф 2: Епизоде Два.

### Дизајн Ликова
Иако је Портал 2 представио неке нове ликове, писци су желели да одрже један-на-један однос између сваког карактера и карактера играча. Валв је истраживао могућност увођења новог протагониста у Портал 2. Играчи су прихватили играње других ликова за први дио игре, али су постали дезоријентирани када их ГЛаДОС није препознала. Писци су се вратили користећи Чел, протагониста Портала. Валвеови уметници су експериментисали са Человом одећом и размишљали о промени њене (двосмислене) националности. Вратили су се на наранџасто "дехуманизирајући" комбинезон из Портала, са врхом везаним око Человог струка како би повећали слободу кретања и помогли јој да се "више истиче као особа". ПСМ3 је нови изглед назвао "контроверзним секси". Као иу првој игрици, Челов изглед лица заснива се на гласу глумице Алесиа Глидвел. Чел наставља своју улогу тихог посматрача, као поштен човек који одговор на лудило око себе и одбија да пружи својим антагонистима било какво задовољство.
Као део њеног карактера, радња покреће ГЛАДОС из њеног беса због Чел и због њених акција у Порталу, за које је Волпов рекао да ће јако брзо досадити, до унутрашње борбе. Поновна употреба МакЛаиновог гласа довела је до стварања споредног дела и подсклопа о стварању ГЛаДОС. Писци су се успаничили када су схватили да ће њихови планови да се Чел и ГЛаДОС поигравају међусобно функционисати само ако би оба играча говорила. Да би то исправили, створили су Каролин под расплет да би се ГЛаДОС бавила спољашњом ситуацијом која би покренула причу током средњег чина игре.
Писци су размислили о увођењу око шест језгара личности ускладиштена у преносивим сферама, чија би главна функција била напредовање приче. Планирали су језгра базирана на карактера Моргана Фримен , Ред из Бекство из Шошенка и Квинт из Ајкула , међу другима. На крају су се одлучили да се концентришу на једно језгро, Витлија, рециклирајући два одбијена језгра у финалној борби. Карен Прел је водила аниматорски тим за Витлија и друга језгра личности .
Слике Кејв Џонсона су базиране према лицу водећег аниматора Била Флечера, појављују се у Порталу 2. Иако су поређења направљена између Џонсона и Андреј Риана, богатог индустријалца који је створио измишљени подводни град Раптуре у БиоШок-у, Волпов каже да писци нису узели у обзир овог лика док су стварали Џонсона. Два роботска карактера пружају неке забавне сцене смрти у кооперативном режиму, као што су борбе док су сломљени плафоном за спуштање. Уметници су мислили да ће изглед робота помоћи да се исприча прича, а чињеница да се они држе за руке наглашава кооперативни режим. "Изражајни звукови" и маниризми се користе уместо препознатљивог дијалога, а роботски ликови су дизајнирани као двоструки чин, сличне Лаурелу и Харди.

### Улога Гласова
ГЛаДОС се вратила у игру као главни лик и антагониста, њој је Елен Маклаин позајмила глас. Писци су схватили да им треба још један карактер који ће играти као још једног карактера поред Џонсона, али нису хтели да запосле још једног глумца за гласове. Пошто су већ регрутовали Маклаин да игра ГЛаДОС , замолили су је да позајми глас Каролине , Кејв Џонсоновом асистенту. Витлију је позајмио глас Стивен Мерчант ; претходно демонстриран на сајмовима користећи глас Валвеовог аниматора , Ричард Лорд. Писци су писали Витлијев текст са Мерчантом на уму, наводећи његову јединствену "вокалну силуету" и његову способност да импровизује у "махнит" маниру. Претпоставили су да је Мерчант недоступан па су контактирали писца ИТ Гужвe (The It Crowd's) ,Грејам Линеханa како би добили Ричарда Ајоади, али су открили да је Мерчант заинтересован. Мерчант је провео 16 сати снимајући текст и дата му је слобода да импровизује.
Џеј Кеј Симонс позајмљује глас Кејв Џонсону, главном извршном директору Aperture Science's-а .Симонсова селекција помогла је да се учврсти развој лика . Гласове робота је обезбедио Ди Бредли Бејкер, који је изводио сличне гласове за Star Wars: The Clone Wars media.
У кооперативном режиму, одвојена прича укључује два робота и ГЛаДОС. Дизајнери су првобитно планирали да користе Чел и новог људског карактера звана "Мел". ГЛаДОСин дијалог би представио људски"проблем слике", овај аспект је задржан након што су се дизајнери пребацили на употребу робота. ГЛаДОС изгледа узнемирено због сарадње робота и покушава да погорша њихове односе кроз психолошку тактику, као што је хваљење једног робота над другим. Валв је првобитно сматрао да би ГЛаДОС давала засебан текст за сваког лика, али су сматрали да је то значајан напор за минималну корист. Писци су такође покушали да додају текст за ГЛаДОС који би охрабрили играче да се такмиче један против другог за награде, као што су бесмислене тачке, али играчи нису добро реаговали на то . Фалишек је рекао да у кооперативним играма може бити тешко испоручити кључни дијалог или догађаје у игри играчима, који можда не гледају у правом смеру у право време. Уместо тога, користећи своја искуства из претходних игара, Фалишек и Волпов су задржали причу и кључне комичне кратке линије и често их понављали.

### Музика
Портал 2 садржи оба написане и процедурално генерисану музику креиране од стране Валвеовог композитора , Мајк Мораски, и две песме ; "желим да одеш" снимане од стране Џонатан Култон, коришћена у завршној шпици у игри за једног играча, и "Избегавање изгнанства" од стране Национала, коришћене у позадини једне од Рет Менових јазбина.
Потпуна звучна трака"Песме уз које се тестира", који садржи већину песама у игри, објављена је као три бесплатна преузимања, између Маја и Септембра 2011. године, а касније у октобру 2012.гоне као колекционарско издање, укључујући звучну траку из Портала.

## Издање

### Објава
У Jануару 2008. године, Валвеов заступник ,Доџ Ломбарди је изјавио за Еурогејмер, " Сигурно ће бити још Портала", а дизајнерка портала ,Ким Свифт, потврдила је да ће рад на Порталу 2 почети следећег месеца. Свифт је рекла, да је мултиплејер мод у Порталу "технички могућ", али да је "мање забаван него што мислите".
Портал 2 је званично објављен 5. Марта 2010. године, преко Гејм Информера. Догађаји током претходне седмице наговестили су најаву. 1. Марта, Валв је објавио промену за Портал који је укључивао ново достигнуће, "Трансмисија примљена", захтевајући од играча да манипулирају радиом у игри . Ово је открило нове звучне ефекте који су постали део игре за алтернативну реалност (АРГ). Неки од нових ефеката су били низ Морзеових кодова који су сугерисали да се ГЛаДОС поново покреће, док се други могу дешифровати као SSTV( Slow Scan television )слике из зрнастог Aperture Science видеа. Слике су укључивале назнаке за Би-Би-Ес телефонски број који је, када би му се приступио, омогућио би велики број слика заснованих на аски које се односи на Портал и сегменте Aperture Science докумената. Многе од ових АСКИ слика су касније објављене у Гејм Информатор откриће наслова. Нове АСКИ слике настављају да се појављују на Би-Би-Ес -у након званичне објаве. Позадина АРГ-а је уграђена у додатне SSTV слике пронађене у скривеној соби у Порталу 2. Адам Фостер је дошао на идеју за АРГ, повезујући је са Гејм Информер откриће, и он је обезбедио своју кућну телефонску линију да покрене Би-Би-Ес софтвер, јер су Валвеове канцеларије у то време биле сувише модерне да подрже протокол. Фостер процењује да АРГ кошта мање од 100 долара за покретање.
Друга измена за портал објављена је 3. Марта, измењена завршна секвенца игре како би показала да се Чел враћа у Аperture објекат. Новинари Гејминга су нагађали да је најава портала 2 неизбежна. 5. Марта, Гејм Информер је објавио званично издање Портала 2 на насловници свог Априлског издања. Током следеће недеље, говор Гејб Њуела који је прихватио Пионир награду на конференцији за програмере игара, завршио се лажним плавим екраном смрти који се појавио на екрану иза њега са поруком која је наводно била од ГЛаДОС, која је наговестила даље Портал 2 новости на предстојећем Е3 2010.Године. Две недеље пре Е3, новинари игре су добили загонетну е-пошту, срочено у саопштењу за штампу Аperture Science-a , наговештавајући да ће презентација на порталу 2 бити замењена "изненађењем" , које заједно организујe Aperture Science и Валв. То је навело спекулације да мисле да је изненађење најава за Халф-Лајф 2: Еписода Три, али је Валв потврдио да ће то бити о Порталу 2. Изненађење је била најава Портала 2 за PlayStation 3.

### Маркетинг и издање
У Mарту 2010. године објављено је да ће Портал 2 бити објављен крајем 2010. године. У августу 2010. године, Валве је одложио издање до Фебруара 2011. године, са Стимовим датумом излазка за 9. фебруар, како би се омогућило завршавање измена у дијалогу игре, да попуни и повеже око шездесет тест комора, и доврше побољшања у гел механици. Валв је најавио даље кашњење у Новембру 2010. године, и дали светски датум објављивања путем малопродајних и онлајн канала од 18. априла 2011. године. Волпов је изјавио да је ово осмо недељно кашњење искоришћено за проширење садржаја игре пре постизања интерне прекретнице која се назива "закључавање садржаја", након чега се не може додати никакав додатни садржај. Преостали развојни рад је укључивао исправљање грешака. Њуел је дозволио кашњење с обзиром на додатне предности новог садржаја, јер је сматрао да компанија неће изгубити комерцијалне могућности због тога. 18. фебруара 2011. године, Њуел је потврдио да је Валв завршио развојни рад на порталу 2 и да се "чека коначна одобрење и да се произведу дискови". Портал 2 је први Валвеов производ који је истовремено испоручен за Microsoft Windows и Mac OS X рачунаре преко Стим платформе. Малопродајне копије за све платформе дистрибуирао је Електроник Артс.
Дана 1. априла 2011. године, Валв је објавио још једну игру алтернативне стварности названу Врећа Кромпира. Играчи су покушавали да реше вишеслојну загонетку, усклађујући напоре кроз веб странице и собе за разговор. Неки новинари су веровали да је игра означила издавање портала 2 15. априла 2011. године, уместо циљаног датума објављивања 19. априла 2011. године. 15. априла, играчи су открили "ГЛаДОС @ Кућа", поделу са дистрибуираним рачунарима која је подстакла учеснике да играју игрицу како би откључали Портал 2 раније. Када су загонетке решене, Портал 2 је откључан десетак сати пре планираног издања.
Валв је направио серију телевизијских реклама да промовише Портал 2. Валв је радио са рекламним агенцијама у прошлости, али је Ломбарди открио да су рекламе које су направљене показале мало домишљатости. Валвов Доџ Ломбарди је био разочаран " Копикет третманима. Клише третманима. Третмани који откривају да агенција није слушала на првом састанку." Користећи повратне информације гледалаца, Валв је прилагодио садржај огласа док нису били задовољни резултатима. За рекламе је требало осам недеља. Валв је развио и онлајн промотивне спотове у којима је Џеј Кеј Симонс приповеда као Кејв Џонсон, да би промовисао нове елементе играња Портала 2. Ови видео снимци били су део већег напора који је Њуел описао као " прилика за улагање у документарном стилу " за Портал 2. Ранији видео је објављен 14. фебруара 2011. године, промовисао је кооперативни аспект портала 2 као дар св. Валентина и "осветлио наше пренаруџбе, наш жагор, све метрике које користе и прикупљају издавачи и малопродавци". Ломбарди је рекао да су видеозаписи "патили од демоа и интервјуа које смо урадили". Валв је такође понудио робу на тему Портала 2, као што су постери, чаше за пиће и мајице.

### Додатни садржај који се може преузети
Портал 2 садржи бонус садржај, укључујући четири промотивна видео снимка, стрип Лабораторијски Пацов и интерактивни трилер за филм Супер 8 из 2011. године, конструисан са механизмом Source game енџин. Функција под називом "Обогаћивање робота" омогућава играчима да прилагоде знакове сарадничке кампање новим гестовима и козметичким предметима као што су шешири или заставе. Они се могу зарадити у игри, трговати са другим играчима, или купити путем микротрансакција у продавници игрица.
Валв је планирао производити садржај који се може преузети за Портал 2, почевши од " Вршњачке провере", објављене 4. октобра 2011. године. Садржај који је бесплатан без обзира на платформу укључује нову кооперативну кампању која проширује причу игре. Недељу дана након завршетка кооперативне кампање, ГЛаДОС припрема Атласа и Пи-Боди да се позабаве уљезом унутар Aperture Science –a, птице која ју је раније отела када је била кромпир. Садржај такође додаје "режим изазова" сличан ономе у порталу - играчи покушавају да заврше одређене коморе са најкраћим временом или најмањим бројем коришћених портала, који се прате на укупним и пријатељским листама. Режими изазова доступни су за појединачне и кооперативне модове .
Према Фалишеку, кориснички генерисани садржај за Портал 2 био би доступан на свим платформама, али због софтверских зависности, неопходни алати за моделирање били би доступни само за Windows.Валв је објавио бета верзије алата за моделирање 10. маја 2011. године, и подржао је такмичење које је одржала веб заједница мапирања "Мислити са Порталима" у Mају 2011. године, пружајући награде за најизабреније мапе. "Иницијатива за трајно тестирање", бесплатано ажурирање наслов за Windows и Мек верзије, објављен је 8. Маја 2012. године и укључује новог едитора нивоа и средства за добијање и дељење нивоа које је створио корисник кроз Стим радионицу. Према Фалишеку, кориснички генерисани садржај за Портал 2 био би доступан на свим платформама, али због софтверских зависности, неопходни алати за моделирање били би доступни само за Windows.Валв је објавио бета верзије алата за моделирање 10. маја 2011. године, и подржао је такмичење које је одржала веб заједница мапирања "Мислити са Порталима" у мају 2011. године, пружајући награде за најизабреније мапе. "Иницијатива за трајно тестирање", бесплатано ажурирање наслов за Windows и Мек верзије, објављен је 8. Маја 2012. године и укључује новог едитора нивоа и средства за добијање и дељење нивоа које је створио корисник кроз Стим радионицу . У Новембру 2011. године, GameTrailers TV домаћин Џеф Китли је рекао да је Валв развијо поједностављени алат за уређивање нивоа како би новајлији уредници могли да саставе тест коморе без учења како да користе модификовани Стимов чекић едитор, и систем за игру који ће дистрибуирати кориснички креиране нивое путем Стим Радионице. Овај систем мапирања је ушао у бета тестирање у Марту 2012. године. У року од неколико дана после издања, додатак за Иницијативу за трајно тестирањеје коришћен за креирање 35.000 мапа, са 1,3 милиона преузимања ових мапа кроз Стим. У року од месец дана било је доступно више од 150.000 корисничких мапа. Прво издање Иницијатива за трајно тестирање било је ограничено на мапу једног играча, али измена објављена у Августу 2012. године омогућила је корисницима да направе нове нивое за кооперативну игру.
Од Јануаре 2013. године, Валв подржава фановима поновну употребу садржаја Портала 2, нудећи одабрана средства и помоћ. Windows издање Бастиона укључује оружије инспирисано Портал 2 гелом за конверзију и торњеве; њени програмери Supergiant игре добили су помоћ од Ерика Волпова, а МакЛајн је објавила нове дијалоге за торњеве. Додани сценаријо за Hidden Path Entertainment-ов Одрабана Торњева игрица Мрежа Одбране: Буђење, укључује ГЛаДОС као антагониста користећи нови дијалог од МакЛаин и средства из Портала 2 . Од Јануаре 2013. године, Валв подржава фановима поновну употребу садржаја Портала 2, нудећи одабрана средства и помоћ. Windows издање Бастиона укључује оружије инспирисано Портал 2 гелом за конверзију и торњеве; њени програмери Supergiant игре добили су помоћ од Ерика Волпова, а МакЛајн је објавила нове дијалоге за торњеве. Додани сценаријо за Hidden Path Entertainment-ов Одрабана Торњева игрица Мрежа Одбране: Буђење укључује ГЛаДОС као антагониста користећи нови дијалог од МакЛаин и средства из Портала 2 . Волпов и МакЛаин су такође помогли да се створе додатни дијалог за ГЛаДОС , прилагођену мапу за једног играча коју је наручио ,Гари Худстон, који је користио да предложи брак својој вереници, Стефани. За измену код Bethesda-овог Елдер Скролс V: Скајрим који је укључио подршку за садржај Стим Радионице, Валв је развио бесплатан додатни модул који је представио свемирско језгро као карактера који прати играча али не може да се игра . Од Јануаре 2013. године, Валв подржава фановима поновну употребу садржаја Портала 2, нудећи одабрана средства и помоћ. Windows издање Бастиона укључује оружије инспирисано Портал 2 гелом за конверзију и торњеве; њени програмери Supergiant игре добили су помоћ од Ерика Волпова, а МакЛајн је објавила нове дијалоге за торњеве. Додани сценаријо за Hidden Path Entertainment-ов Одрабана Торњева игрица Мрежа Одбране: Буђење укључује ГЛаДОС као антагониста користећи нови дијалог од МакЛаин и средства из Портала 2 . Волпов и МакЛаин су такође помогли да се створе додатни дијалог за ГЛаДОС , прилагођену мапу за једног играча коју је наручио ,Гари Худстон, који је користио да предложи брак својој вереници, Стефани. За измену код Bethesda-овог Елдер Скролс V: Скајрим који је укључио подршку за садржај Стим Радионице, Валв је развио бесплатан додатни модул који је представио свемирско језгро као карактера који прати играча али не може да се игра. Валв је сарађивао са Зен Студиом како би креирао Флипер таблу за Портал 2, међу осталим табелама са Валв темама, за њихове игре Флипер FX 2 и Зен Флипер . Портал 2 тематски сет је доступан за Лего Димензију од Варнер Брос забава и Traveller'sTales; игра садржи додатне приче које је написао Traveller's Tales са Валвеовим благословом након догађаја у Порталу 2, са Елен МакЛаин, Стивен Мерчант и Џеј Кеј Симонс поново оцењује своје гласовне улоге, као и нову ГЛаДОС песму коју је написао Џонатан Култон коју је извела МакЛаин .
Верзија Eксбокса 360 је додата у функцију компатибилности за Xbox One у Јуну 2016. године.

## Употреба у образовању

### Учи са Порталима
Валв је у Јуну 2012. године најавио "Подучавање са порталима" и "Стим за школе", иницијативама које су понудиле Портал 2 и Портал 2 Puzzle Maker за образовање. Образовна верзија је била бесплатна, али је садржавала само кампању за једног играча и програм за израду загонетки, а била је доступна само за кориснике "Стима за школе". Неколико критичара је написало да се Портал 2 истиче у учењу играча да рeшавају загонетке; у рецензији за Њујорк Време (New York Times), Сет Шајзл је написао: "Негде тамо, иновативни, динамични средњошколски учитељ физике ће користити Портал 2 као окосницу читавог низа лекција и одмах ће постати најзначајнији наставник науке који ови срећни ученици никад нису имали". Наставници математике и природних наука написали су е поруке Валвеу, да би им рекли како су укључили Портал у своје часове као део пројекта за промовисање гамификације учења" .Портал програмери Џошуа Вајар и Јасар Малаика водили су тим у Валвеу да истражи начине коришћења Портал 2 за образовање. Ово је довело до развоја Puzzle Maker-a, уредника нивоа за Портал 2 играчe, изграђеног од професионалних алата који су коришћени за развој игре. Да би ово решили, Валв је дао Puzzle Maker једноставан интерфејс за учење и могућност дељења загонетки и планова лекција. Алати су развијени са наставницом математике и њеним ученицима. Ово је основа за нову иницијативу "Стим за школе", покренуту у Јуну 2012. године, у оквиру које су едукатори могли бесплатно да преузимају Портал 2 и Puzzle Maker софтвер за израду програма Пуззле Макер за коришћење у учионици кроз свој програм "Учи са порталом". У новембру 2012. године, Валве је проциенио да је више од 2.500 едукатора користило софтвер "Учи са Порталом" у својим наставним лекцијама.

### Истраживање
У 2016. години, студија је показала да се Портал 2 Puzzle Maker може користити као мера флуидне интелигенције, слично Bochumer MatricesТесту [де] (БОМАТ). Поменута као Портал 2 тест батерија, учесници студије су завршили низ тест комора које су постепено постајале све теже .
Неке студије су спроведене како би се утврдило да ли видео игре могу имати значајан утицај на когнитивне и не-когнитивне способности. Кроз вишеструке пре тестове и пост тестове, студија из 2014. године је показала да Портал 2 може побољшати вештине решавања проблема, просторне вештине и упорност за задати задатак. Учесницима ове студије није било потребно претходно искуство у игрању. Друга студија проведена 2017. године показала је да комерцијалне видео игре, као што је Портал 2, такође могу повећати комуникацију, прилагодљивост и сналажљивост.

## Хардверска подршка

### Разер Хидра
Sixense је развио верзију Портала 2 која подржава Разер Хидра контролер покрета за персонални компјутер који омогућава побољшану контролу неких елемената игре. Десет додатних нивоа за једног играча су доступна као саджај за преузимање за ову верзију. Писац Чет Фалишек је изјавио да су програмери Sixense провели девет месеци до годину дана у кући Валвеa припремајући изворну верзију. Ограничено издање Разер Хидрe долази у пакету са копијом портала 2 за персонални рачунар.

### PlayStation 3
Најава да ће Портал 2 бити доступна за PlayStation 3 је дошла као изнанеђење у индустрији због тога што је Гејб Њуел критиковао конзолу у прошлости, наводећи потешкоће у порту наранџасте кутије(The Orange Box). Корак ка PlayStationу 3 је резултат растуће фрустрације због Мајкрософтовог правила за Xboxов 360 садржај, укључујући и потешкоће при гурању закрпа и нових садржаја на играче. Њуел је видео Сонијев модел публикације као отворену опцију за омогућавање сличних карактеристика Стима на конзоли. Портал 2 је била прва PlayStation 3 игрица која је подржавал подскуп карактеристика СтимВоркса(SteamWorks), укључујући аутоматкса ажурирања, садржај за преузимање и подршку заједнице. Игрица подржава игру на више платформа између PlayStation 3 ,Windows-а, и ОС Икс верзија.
Стимов оверлај показује пријатеље играча и на Стиму и Плејстејш Нетворку, заједно са наградама за достигнуће за Стим и PlayStation Нетворк Трофеји. Играчи могу да откључају игрицу на Стиму за Windows и ОС Икс без наплате. Интеграција Стимворкс-а на PlayStation 3 дозвољава Валвеу да прикупља податке о проблемима који се јављају након испоруке и гурају одговарајућа ажурирања. Валве је изјавио да не планира интеграцију других PlayStation 3 функција, као што су 3Д телевизија или PlayStation Покрет подршка. У Јуну 2012. године , Валв је најавио да ће PlayStation 3 верзија бити измењена у току године укључујући подршку за PlayStationов Move motion контролер, и да ће додати додатни садржај који је претходно био обезбеђен са Хидром, под именом Портал 2 У Покрету. Измена је објављена почетком Новембра 2012. године . У Јуну 2013. године, додата је бесплатна кооператива као додатак за Портал 2 У покрету. Валве је рекао да упркос додатној подршци за PlayStation 3 преко Xboxа 360, основна игра је иста на обе платформе.

### СтимОС и Линукс
Од фебруара 2014. године, СтимОС, Валвеов властити оперативни систем заснован на Линуксу, подржава Портал 2 и његовог претходника, као и већина модерних Дебианових Линукс дистрибуција на свом сервису, преко Стеам клијента. Објављена као Бета почетком 2014. године за Линукс дистрибуцију, они садрже све исте особине као и друге верзије, задржавајући игру на више платформи, подељеном екрану и потпуну подршку за контролер.

## Пријем

### Пре Издање
Портал 2 је био велики фаворит новинарама за игре током затворених врата на предпремијерској конверенцији Е3 2010. године. Награде критичара за игре, које су изабрали новинари и критичари, наградили су Портал 2 титулу као најбоља игре за персоналну компјутер и најбољу акциону / авантуристичку игру, и номиновали су игру за Best of Show и најбољу игру за конзолу. Aj-Џи-Ен је назвао Портал 2 својим најбољим Е3 за Персонални Компјутер, Xbox 360 и PlayStation 3 системима и најба игра слагалице, и номиновао је за уопште најбољу игру. Игра Шпијун(GameSpy) је назвао Портал 2 уопште најбољом игром и најбоља игра слагалице Е3. Портал 2 је освојио награду за Спике Видео Игре 2010. године за "Највише очекивану игру за 2011. годину".

### После издање
Портал 2 je добио универзално признање од рецензената о његовом објављивању, и добио је просечну оцену, од 95 од 100 према скупу прегледа Метакритика, а између различитих верзија платформе је рангиран као игра трећег до петог највишег рејтинга од стране агрегатора током 2011. године. Неколико критичара је идентификовало Портал 2 као рани кандидат за "игру године", док су га други назвали једном од најбољих игара свих времена. Након објављивања, игра се сматрала добром или бољом од оригинала. Оли Велш из Еурогамера је рекао да је игра избегла уобичајене замке које програмери уводе у наставцима, наводећи да је "Портал савршен. Портал 2 није. Он је нешто боље од тога." . Гас Мастрапа из А.В. клуба је написао да уз Портал 2, Валв је ублажио сваку сумњу да "Портал може бити проширен на велико, наративно искуство са свим звуцима и звиждањем маинстреам гејминг хит " . Ај-Џи-Ен-ов Чарлс Ониет је написао да" наставак чини оригинални део као прототипе " због проширења игре у игри и причи.

### Награде
Портал 2 је освојио титулу за Ултимативну Игрицу године  на 2011-ној Golden Joystick награди, и рангиран је на Тајмсовом (Time's)“топ 10 Видео Игара 2011. године.“. Gamasutra, IGN, Eurogamer, Kotaku, the Associated Press, и The Mirror навели су Портал 2 као своју најбољу видеоигру 2011. Године . Игра је добила дванаест номинација, укључујући и награду "Игра године" за 2011-сту награду Спајкових видео игра, где је била најноминованија титула, и освојили награду за "Најбоља игра за персонални компјутер", "Најбољи мушки перформанс" за Стивен Мерчанта, "Најбољи женски перфоманс" за Елен Маклајн , "најбољи садржај за преузимање" и "најбоља мултиплејер игра".Титула је номинована за пет Game Developers Choice награда 2012. Године, укључујући Игру Године, и победу у категоријама за Најбољу Нарацију“ ,“Најбољи Аудио“, и Најбољи дизајн игрице“ .Номинована је за десет награда за интерактивна достигнућа, укључујићи „Игру године „, са Академије интерактивних уметности и науке, као и награду за "Изванредну достигнућа у повезивању", "Изванредно достигнуће у оригиналној музичкој композицији" и „Изванредан перфоманс карактера „ за Витлија. Портал 2 је номинован за шест категорија награда за видеоигре БАФТА , и победио у категоријама "Најбоља игра", "Најбоља прича" и "Најбољи дизајн" . The Game Audio Network Guild је наградио игру за "Најбољи дијалог", "Најбољи интерактивни скор" и "Најбољи оригинални вокал - поп" (за „Желим да одеш"-„ I want you Gone“). На свечаној додели награде Критичара за видеоигре у Њујорку, Портал 2 је добио највеће почасти за најбоље писање и најбољу глуму. Додатак The Perpetual Testing Initiative је награђен 2012 Златним Џојстиком за „најбољу употребу ДЛЦ“. Портал 2 је номинован за награду Стима за 2016. годину од стране Стим заједнице, и освојио је награду за "Зликовац коме треба загрљај“.

## Продаја
На основу података о продаји од Амазон.ком , Портал 2 је најпродаванија игра у Сједињеним Државама, у првој недељи објављивања, али у другој недељи их је Мортал Комбат престигао. Према НДП Групи, у Априлу 2011. године , Портал 2 је била друга најпродованија игрица у САД, на 637.000 копија, и четврто најпродаванија игрица у Мају . Међутим, НПД не укључује продају на Valve Steam платформи. Портал 2 је била најпродаванија игра у Великој Британији у првој седмици изласка, први број за игру Валве. Задржала је прво место током друге недеље.
Портал 2 је објављен два дана пре него што је престао рад PlayStation Нетворк-а. Аналитичар Гамасутра ,Мат Матјувс је рекао да, на основу података НПД групе, испад није озбиљно утицао на малопродају софтвера, али пар програмера је пријавио пад у продаји . ШопТуЊувс(ShopToNews) аналитичар , Џои Андерсон, је очекивао да ће ефекат испада на продаји у Великој Британији бити благ . 22 Јуна, Њуел је најавио да је Портал 2 продао три милиона копије. А за Јул 2011. године , Електроник Артс наводи да више од 2 милионе примерака Портала 2 је продато у малопродаји широм света. У интервју Августа 2011 године , Њуел наводи да је Портал 2 радио боље на Персоналном рачунару него на конзолама . Након објављивања Perpetual Testing Initiative у Mају 2012. године , Њуел је изјавио да је Портал 2 испоручио више од 4 милиона јединица, са верзијама за лични рачунар које су се продале више него верзије за конзоле. Све у свему , Портал и Портал 2 су заједно послали више од 8 милиона јединица.